# Andrew Thomas (piosenkarz)
Andrew Freddie Thomas (ur. 25 maja 1946 w San Francisco, zm. 21 lipca 2009 w Kolonii) – amerykański piosenkarz, muzyk Bad Boys Blue.

## Życiorys
Od 1976 roku mieszkał w Kolonii w Niemczech gdzie występował w dwóch projektach muzycznych: Jazz-Blues oraz Cologne-Funk. Od roku 1984 do stycznia 2005 występował w zespole Bad Boys Blue. Jego głos można usłyszeć m.in. na pierwszym singlu grupy pt. "L.O.V.E. In My Car" oraz takich utworach jak: "The Woman I Love", "Say You'll Be Mine" czy "Warm And Tender Love". W styczniu 2005 roku doszło między nim a wokalistą Johnem McInerneyem do zakończenia współpracy, co zaowocowało założeniem własnego projektu pod nazwą The Real Bad Boys Blue wraz z byłym członkiem zespołu Kevinem McCoyem oraz nowym wokalistą Jerome Cumminsem, skład The Real Bad Boys Blue uzupełnił Herb McCoy. W 2008 roku za Herba McCoya, który zdecydował się na karierę solową, do zespołu przyszedł Jerome Cummins. Projekt rozpadł się w 2009 roku prawdopodobnie z powodu śmierci Andrew na raka.